# Black House (film)
Black House (검은 집?, Geom-eun jipLR) è un film del 2007 diretto da Shin Tae-ra.
Film horror sudcoreano tratto dal romanzo Kuroi ie di Yusuke Kishi. In Italia è stato distribuito nei cinema il 25 luglio 2008. Complessivamente ha incassato $9.499.353.

## Trama
Durante il suo primo giorno da investigatore assicurativo, Jeon Joon-oh riceve la telefonata di una donna che gli chiede se un'assicurazione sulla vita possa essere riscossa in caso di suicidio. Qualche giorno dopo, a Joon-oh viene chiesto di recarsi personalmente a casa di un assicurato. Qui è accolto da un uomo dall'aria torva: i due discutono brevemente, poi si recano nella stanza del figlio, trovandolo però impiccato in un apparente suicidio. Il padre si reca all'agenzia assicurativa per riscuotere il premio sulla vita, ma Joon-oh sospetta di lui e gli dice di attendere il referto del medico legale, al che l'uomo, infuriato, se ne va, continuando però a tornare ogni giorno finché il capo di Joon-oh decide di versargli il premio. La vita dell'impiegato non torna però alla normalità: viene infatti perseguitato da uno stalker che potrebbe essere proprio il padre del ragazzo morto.

## Riconoscimenti
- 2007 - Blue Dragon Awards
  - Nomination Miglior attrice a Yoo Sun
- 2008 - Grand Bell Awards
  - Nomination Miglior attore non protagonista a Kang Shin-il
  - Nomination Miglior direzione artistica a Jo Hwa-seong